# Saison 1 de Jamie a des tentacules
Chronologie
Saison 2
La première saison de Jamie a des tentacules, série télévisée d'animation française, est constituée de cinquante-deux épisodes, diffusée du 24 février 2014 au 21 décembre 2018 sur France 3. Ensuite la saison 1 est diffusée sur Gulli depuis le 1er avril 2020, et la saison 2 sur France 4 depuis 10 mai 2020.

## Synopsis
Jamie, prince de la planète Blarb, s'enfuit sur Terre pour échapper à la terrible menace des Vloks qui veulent le dévorer. Les Vloks envoient un robot et une vache mutante, Jamie est accueilli chez les Walsh et fait la connaissance de Nerdy Walsh, qui deviendra son meilleur ami mais aussi de Paraffine (la petite sœur de Nerdy) qui sait que Jamie est un extraterrestre et qui cherche à le montrer à sa famille puis heureusement pour Jamie, personne ne la croît jamais.

## Épisode 1:Jamie est un grand malade
- France : 24 février 2014 sur France 3[1]

## Épisode 2:Les garçons viennent deMarset les filles y retournent
- France : 24 février 2014 sur France 3

## Épisode 3:Dernier jour surTerre
- France : 25 février 2014 sur France 3[2]

## Épisode 4:Le cadeau venu des étoiles
- France : 25 février 2014 sur France 3

## Épisode 5:Joyeux Zlobogniarf!
- France : 27 février 2014 sur France 3[3]

## Épisode 6:Jamie sur orbite
- France : 27 février 2014 sur France 3

## Épisode 7:La gardienne de la galaxie
- France : 28 février 2014 sur France 3[4]

## Épisode 8:Livraison intergalactique
- France : 28 février 2014 sur France 3

## Épisode 9:Paix et amour
- France : 3 mars 2014 sur France 3[5]

## Épisode 10:Super
- France : 3 mars 2014 sur France 3

## Épisode 11:Jamie ne fais le «pois»
- France : 4 mars 2014 sur France 3[6]

## Épisode 12:Les envahisseurs venus de laTerre
- France : 4 mars 2014 sur France 3

## Épisode 13:Mercenaire particulier
- France : 6 mars 2014 sur France 3[7]

## Épisode 14:Sortie de route
- France : 6 mars 2014 sur France 3

## Épisode 15:Jamie mue
- France : 7 mars 2014 sur France 3

## Épisode 16:La dernière de la galaxie
- France : 7 mars 2014 sur France 3

## Épisode 17:La cousine Josette débarque
- France : 10 mars 2014 sur France 3

## Épisode 18:Opération Vloks
- France : 10 mars 2014 sur France 3

## Épisode 19:Ça commence comme ça...
- France : 10 mars 2014 sur France 3

## Épisode 20:Commando camping
- France : 11 mars 2014 sur France 3

## Épisode 21:Ça sent le mal du pays
- France : 11 mars 2014 sur France 3

## Épisode 22:Pacte de paix au fond du jardin
- France : 13 mars 2014 sur France 3

## Épisode 23:Fini de dormir
- France : 13 mars 2014 sur France 3

## Épisode 24:Tentacule Man
- France : 14 mars 2014 sur France 3

## Épisode 25:Le jumeau de Jamie
- France : 14 mars 2014 sur France 3

## Épisode 26:LeFBIsonne toujours deux fois
- France : 1er avril 2014 sur France 4

## Épisode 27:La plus grosse fête de l'univers
- France : 2 avril 2014 sur France 4

## Épisode 28:Un E.T. habite chez moi!
- France : 2 avril 2014 sur France 4

## Épisode 29:Le nouveau Nerdy
- France : 3 avril 2014 sur France 4

## Épisode 30:Mon cousin est chef de l'univers
- France : 3 avril 2014 sur France 4

## Épisode 31:Jamie, où t'as mis Mamie?
- France : 7 avril 2014 sur France 4

## Épisode 32:Touche pas à ma vache!
- France : 7 avril 2014 sur France 4

## Épisode 33:Premier rôle
- France : 14 avril 2014 sur France 3

## Épisode 34: Blarbville
- France : 14 avril 2014 sur France 3

## Épisode 35: L'invitation
- France : 21 avril 2014 sur France 3

## Épisode 36: Symphonie pour trois tentacules
- France : 21 avril 2014 sur France 3

## Épisode 37: L'échange
- France : 28 avril 2014 sur France 3

## Épisode 38: Canal Jamie
- France : 28 avril 2014 sur France 3

## Épisode 39: Terre à vendre
- France : 5 mai 2014 sur France 3

## Épisode 40: La nuit des étoiles filantes
- France : 5 mai 2014 sur France 3

## Épisode 41: La planque
- France : 12 mai 2014 sur France 3

## Épisode 42: Attention, Jamie méchant
- France : 12 mai 2014 sur France 3

## Épisode 43: Jamie contre les fantômes
- France : 19 mai 2014 sur France 3

## Épisode 44: Intelligence très artificielle
- France : 19 mai 2014 sur France 3

## Épisode 45: Révolution!
- France : 26 mai 2014 sur France 3

## Épisode 46: Morve royale
- France : 26 mai 2014 sur France 3

## Épisode 47: Le secret
- France : 2 juin 2014 sur France 3

## Épisode 48: Jamie Walsh
- France : 2 juin 2014 sur France 3

## Épisode 49: Mon père cet alien
- France : 9 juin 2014 sur France 3

## Épisode 50: Falfatrax a les cartes en main
- France : 9 juin 2014 sur France 3

## Épisode 51: Princesse Jamie
- France : 16 juin 2014 sur France 3

## Épisode 52: Nerdy a des tentacules
- France : 16 juin 2014 sur France 3